# Gianni Carta
Gianni Carta (São  Paulo, novembro de 1963 — Paris, 5 de maio de 2019) foi um jornalista e cientista político brasileiro.

## Biografia
Filho do jornalista Mino Carta, Gianni formou-se em  Ciências Políticas  pela  Universidade da Califórnia em Los Angeles  e  fez pós-graduação em Relações internacionais pela Universidade de  Boston e pela École des Hautes Études Internationales de Paris. Chegou a dar aulas de tênis nos Estados Unidos para custear seus estudos acadêmicos.
Poliglota, falava com fluência português, inglês, espanhol, francês, italiano.
Foi correspondente internacional na Europa e nos Estados Unidos, tendo colaborado para publicações como a revista Carta Capital, onde também exerceu funções de direção, além de veículos estrangeiros, como The Guardian, BBC, CBS e Deutsche Welle.
Em maio de 2019, Gianni morreu em Paris por complicações decorrentes de um câncer nas vias biliares. Deixou a esposa Valérie Ranchoux-Carta e os filhos Sophia e Nicholas.